# Смешарики
Смешарики је руска анимирана телевизијска серија која се састоји од 273 епизода по шест минута и 30 секунди, намењене деци од 3 до 8 година. Серија укључује сложене теме и специфичне културне референце. Серија је емитована у 60 земаља и преведена је на 15 језика. Публика у Кини надмашује публику у Русији.
У мају 2019. године, у Пекингу, у оквиру разговора између азијских цивилизација, руски и кинески аниматори склопили су два споразума у вези сарадње, од којих један укључује заједничко стварање цртаћа под називом Панда и Смешарики. Кинеску страну овог пројекта представљаће анимацијско одељење Централне телевизијске агенције Кине.
После 8 година паузе, емисија је обновљена за званичну 3. сезону, која служи као наставак оригиналној 2Д анимираној серији; спонзорисао га је Yandex, а нових 52 епизода биће доступне искључиво на стрим сервису КиноПоиск ХД.
У Србији, Смешарики се од 9. јула 2007. године емитовало на РТС 2 током термина од 10:10 до 19:10 часова, па касније и на Каналу Д, и емитовали су чак 59 епизода до краја 8. октобра 2008. године. 2014. године су се такође емитовали на ТВ Мини и Хепи кидс, са спин-офовима попут Нове авантуре и Пин-код, данас Декси ТВ. У међувремену су заједно са ГО Звездара, Бозомикс и Руски дом у Београду од 16. априла 2008. године појављивали и на првом OFY београдском дечијем сајму у EXPO XXI центру у Новом Београду.

## Радња
Смешарики су интелигентна округла створења облика која подсећају на разне животиње. Међу њима нема негативних ликова, осим неколико пролазних који се појављују у мањем броју епизода. Смешарики настањују земљу Смешарики и живе у долини камилице, одељеном од Великог света морем, пустињом, шумом и планинама (у епизоди 149, ликови Зечић и Јежић, превладавши све ове препреке, стигли су до руског града Омска). Смешарики живе у пријатељском тиму, баве се различитим свакодневним активностима, налазе се у необичним и понекад опасним ситуацијама.                                
Стални јунаци се могу поделити у три групе:
- Деца: Зечић, Јежић, Њушкица, Овнић, касније и Биби и Панди
- Одрасли: Пингвић, Јеленић, Медић
- Старци: Гаврић, Совица

Деца Смешарики су углавном заокупљена играма и забавама, а одрасли су обузети послом. Старија генерација се на одређени начин брине о деци, просветљује их и покушава их васпитати, а деца препознају ауторитет старијих, али се истовремено понашају самостално.

## Ликови
- Зечић: Небески плави зец који радо скаче у нове авантуре
- Јежић: Јеж у магента боји, Јежић је Зечићев најбољи пријатељ са стидљивом и опрезном личношћу. Док је Зечић снага, Јежић је мозак.
- Овнић: Ован у боји лаванде. Пише поезију и има неузвраћену љубав према Њушкици.
- Њушкица: Светло ружичаста свиња, описана као фешониста.
- Гаврић: Тамни плави гавран који је Совицин пријатељ. Он је путник у пензији, са аристократским маниризмом.
- Совица: Љубичаста сова која често помаже корисним саветима и својом мудрошћу. Понаша се као брижна бака.
- Пингвић: Црно-бели пингвин немачког порекла, који је изумитељ самоука.
- Јеленић: Златно-жути лос који је ексцентрични и нервозни научник.
- Медић: Наранџасти медвед који живи као фармер.

## Улоге
| Име лика           | Руска оригинална постава (све франшизе, 2003-)                         | Стара синхронизација за РТС 2 (студио Bozomix d.o.o.) (2007-2008) | Нова синхронизација за Мини Ултра Декси ТВ (студио Loudworks) (2014-2015, 2021.) (Нове авантуре и Пин-Код) |
| ------------------ | ---------------------------------------------------------------------- | ----------------------------------------------------------------- | --- |
| Зечић (Крош)       | Антон Виноградов                                                       | Бојан Серафимовић                                                 | Милош Ђуричић                                                                                              |
| Јежић (Јожик)      | Антон Виноградов (епизоде 1-14) Владимир Постников (епизода 14-надаље) | Димитрије Илић                                                    | Марко Мрђеновић Страхиња Блажић (сезона 2)                                                                 |
| Овнић (Бараш)      | Вадим Бочанов                                                          | Бојан Серафимовић                                                 | Бора Ненић Стеван Здравић (сезона 2)                                                                       |
| Њушкица (Њуша)     | Светлана Писмиченко                                                    | Јадранка Пејановић                                                | Марија Дакић Анка Гаћеша Ивана Александровић Маја Николић (сезона 2)                                       |
| Гаврић (Кар Карич) | Сергеј Мардар                                                          | Димитрије Илић                                                    | Бојан Лазаров Милош Лаловић (сезона 2)                                                                     |
| Совица (Совуња)    | Сергеј Мардар                                                          | Димитрије Илић                                                    | Милан Тубић Владимир Тешовић (сезона 2)                                                                    |
| Пингвић (Пин)      | Михаил Черњак                                                          | Бојан Серафимовић                                                 | Милан Тубић Никола Ранђеловић (сезона 2)                                                                   |
| Јеленић (Лосјаш)   | Михаил Черњак                                                          | Бојан Серафимовић                                                 | Игор Боројевић                                                                                             |
| Медић (Копатич)    | Михаил Черњак                                                          | Душан Премовић                                                    | Бојан Жировић                                                                                              |

## ДВД издања
од 2007-2008 године, Фирме попут General Disc Tehnology, Руски дом у Београду и Бозомикс су заједно издали 2 ДВД-а: Куда одлази стара година (11 епизода) и Фудбал (5 епизода, плус клипови са квиза, нови материјали и један од клипова из неких епизода су остављене на руском језику).

## Спин-офови Смешарикија
- Азбука безопасности Смешариков (2006–2012)

Азбука безопасности Смешариков - серија кратких наставних и образовних цртаних филмова. Укупно су издате 73 епизоде у трајању од једног минута и тридесет секунди или уобичајених шест минута и тридесет секунди. Свака епизода била је део неколико категорија: безбедност у саобраћају, Основи безбедности и живота, здравље, морал, вештине читања, дечија права итд.
После дуге паузе, августа 2017. године, дебитовала је нова категорија епизода, под називом „Азбука Интернета“, где су ликови научени да раде на Интернету. 
- Нове авантуре

Смешарики. Нове авантуре (рус. Смешарики. Новые приключения) - серија 3Д епизода са оригиналним ликовима, дизајнираних као наставак оригиналних 2Д епизода.  Емитована је од 27. октобра 2012. до 28. децембра 2013. године, састојала се од 57 епизода. Ова серија била је заказана за 11. новембар 2011. , али стварна премијера на „Првом каналу“ одржана је 27. октобра 2012. Такође је синхронизована на српски језик за обе дечије телевизије Happy Kids и Мини Ултра.
- Спорт

Наставак Смешарикија Нове авантура који такође користи 3Д графику. Премијера је датирана 1. септембра 2017. године и одржала се на званичном Јутјуб каналу ове анимиране серије.
- Пин-код

Пин-код - образовни спин-оф дизајниран да развије интересовање за измишљање, програмирање и науку код деце од 4 до 14 година. У почетку је то требало да се уради у флеш-анимацији (као што је пилот епизода Rescuing the Departing), али је касније та идеја напуштена и уместо тога започета је производња у 3Д рачунарској анимацији. Емисија се емитује на Првом каналу недељом у 8:45 по московском времену. Од 18. јануара 2015. до 7. фебруара 2016. нова сезона серије се емитовала под насловом Скок у будућност.
У првој сезони ликови путују на Шаролиот, брод који је изумео Пингвић, а који може путовати ваздухом, под водом, под земљом, па чак и у свемиру. Пустоловине јунака прате приче Јеленића и Пингвића о свету око њих. Свака епизода сезоне, која има поднаслов „Нобелова сезона“, завршава се информацијама о добитницима Нобелове награде (пренео Андреј Левин).
Радња друге сезоне „Скок у будућност“ гради се око путовања кроз време, у којем се ликови шаљу помоћу јединственог изума Шароскоп-3000, способног да одговори на било која научна питања. Пингвић сматра да је немогуће ометати отварање будућности, а Јеленић је, напротив, опседнут идејом да све зна. Сада су сви Смешарики навикли на шароскоп и уче о изумима будућности. 1. септембра 2017. године обележена је премијера нове, треће сезоне „Пин-кода“. Планирано је стварање 6 сезона, 182 епизоде. Такође је синхронизована на српски језик за дечију телевизију Мини Ултра.
Верзија ове серије предшколског узраста креирана је са истом компанијом која се зове BabyRiki.
- Панда и Крош

У мају 2019. године, у Пекингу, у оквиру разговора азијских цивилизација, руски и кинески аниматори су склопили два споразума о сарадњи, од којих један подразумева заједничку израду цртаног филма Панда и Краш (Панда и Крош, 'Панда и Крош' ). Кинеску страну овог пројекта представљаће одсек за анимацију Централне телевизијске агенције Кине.
- Нова сезона

После 8 година паузе, емисија је обновљена за званичну 3. сезону, која служи као наставак оригиналне 2D анимиране серије; спонзорисао га је Иандек и нове 52 епизоде ће бити доступне искључиво на стриминг сервису Kinopoisk HD.